# Kopter
Koptere (af koptisk) er de indfødte kristne i Egypten, som er medlemmer af enten
- Den koptiske ortodokse kirke (flertallet),
- Den koptiske katolske kirke eller
- Den koptiske protestantiske kirke

Koptiske kilder anslår medlemstallet til mellem syv og 15 millioner. Beregningen fra 2005 har nærmere fem millioner: det svarer til ca. 10% af Egyptens befolkning, og det betyder, at kopterne er det største kristne samfund i Mellemøsten og den største arabisktalende ikke-muslimske gruppe i verden.

## Koptisk sprog
Koptisk er det sidste udviklingstrin af det oldtidens egyptiske sprog. Selv om koptisk ikke er et levende talesprog, er det fortsat liturgisk sprog for den koptiske ortodokse kirke, der ejer en rig arv af dokumenter fra oldtiden og middelalderen. Koptisk inddeles i fem dialekter, men forskellene mellem dem er små.
Hovedforskellen er grafiske konventioner og mindre variationer i morfologi (formlære) og ordforråd, mens syntaksen varierer lidt. De fem dialekter er sahidisk, bohairisk, akhmimisk, lycopolitansk, fayyumisk og oxyrhynchite.
Det koptiske alfabet er det Det græske alfabet udvidet med seks eller syv bogstaver for specielle lyde fra det gamle egyptiske skriftsprog demotisk. Kendskabet til koptisk var afgørende for den lingvistiske analyse af oldtidens egyptisk i den tidlige fase og for forskernes tolkning af de egyptiske hieroglyffer i det 19. århundrede.

## Etymologi
Ordet «kopter» kommer fra det ny-latinske ord Coptus, som er afledt fra det arabiske qubṭi قبطي (flertall: qubṭ قبط og aqbāṭ أقباط), en arabisering af det koptiske ord kubti (bohairisk) og/eller kuptaion (sahidisk). Koptisk i sig selv er afledt af det græske ord Αἰγύπτιος, aiguptios: «egypter», fra Αἰγύπτος, aiguptos: «Egypt».
Det græske begreb for «Egypten» går tilbage til det mykenske sprog, som var en tidlig form for græsk, hvor ordet a3-ku-pi-ti-jo (bogstavelig «egypter», her brugt som et personnavn) var skrevet i Linear B. Den mykenske form kommer sandsynligvis fra det egyptiske ḥwt-k3-ptḥ («Hut-ka-Ptah»), bogstavelig «ejendom (eller 'hus') af Ptah» navnet på tempelkomplekset til guden Ptah i Memfis. Navnet på hovedtemplet i Egyptens hovedstad blev overført til at betegne hele byen og til sidst i hele landet.
Noget tilsvarende gælder navnet Memfis (græsk Μέμφις), som kommer fra det egyptiske navn for pyramidekomplekset til faraoen Pepi 2., mn nfr ppy (bogstavelig «skabt i perfektion (eller skønhed) er Pepy») ved Sakkara, men som blev overført på den nærliggende hovedstad. Interessant nok overlevede dette brug på sahidisk, hvor Gupton og Kupton betyder «Memfis». Det lokale navn for hovedstaden Kairo er på moderne egyptisk-arabisk Masr (egyptisk-arabisk مَصر), som også er navnet på Egypten som helhed.
Betegnelsen for 'kopter' på koptisk har både en græsk og en koptisk oprindelse. Ordene kuptaion (sahidisk) og kubti (bohairisk) er brugt i tekster, som refererer til sproget snarere end til folket. Begge er afledt af græsk Αἴγύπτιος aiguptios «egypter». Den ‘indfødte’ koptiske betegnelse for koptere var rem en kēme (sahidisk), lem en kēmi (fayyumisk), rem en khēmi (bohairisk), etc., bogstavelig «folk af Egypten».
Fra middelalderen til mamelukkerne brugtes ordene 'kopter' og 'egypter' i flæng om kristne eller muslimske indbyggerne i Egypten. Egyptiske nationalister bruger nu 'kopter' om egyptiske kristne i negative betydning ‘fremmed’ - i modsætning til 'egypter' om egyptiske muslimer.